# كأس هولندا السياحية 1993
كأس هولندا السياحية 1993 هو سباق دراجات نارية أقيم بتاريخ 26 يونيو 1993 في حلبة أسن تي تي. كان الجولة السابعة من أصل 14 في سباق الجائزة الكبرى للدراجات النارية موسم 1993. فاز الأمريكي كيفن شوانتز بفئة 500 سي سي بينما جاء الأسترالي ميك دوهان في المركز الثاني.

## وصلات خارجية
- الموقع الرسمي